# Alianza Informativa Latinoamericana
La Alianza Informativa Latinoamericana (AIL), es una organización sin ánimo de lucro creada en 2005, conformada por varias cadenas públicas y privadas de televisión de América Latina, España, Estados Unidos y el Caribe.

## Historia
Surgió en 2005 como una iniciativa de integrar la operación entre estaciones de televisión, tanto para la generación de contenidos, como para el uso compartido de recursos técnicos y de producción; especialmente de transmisión satelital. Esa búsqueda fue liderada por Luis Guillermo Calle, quien era el vicepresidente de Operaciones, Noticias y Deportes de Caracol Televisión (Colombia) y Osvaldo Petrozzino, quien para entonces era el director de Noticias de Telefe (Argentina), lo que dio como resultado un primer cubrimiento en conjunto.
La muerte del papa Juan Pablo II en abril de 2005, un hito en la historia católica del mundo, fue el punto de partida de la Alianza Informativa Latinoamericana. Se cubrió este acontecimiento entre cuatro canales de televisión, lo que permitió llegar con la noticia de forma inmediata a cuatro países del continente: Colombia (Caracol Televisión), Argentina (Telefe), Venezuela (RCTV) y Ecuador (Canal Uno). A partir de entonces, nuevas estaciones de Latinoamérica y el Caribe se han sumado al proyecto, el cual se sustenta en la actualidad en protocolos de operación y en un acuerdo de mutua cooperación.
Desde 2007, la Alianza Informativa Latinoamericana cuenta con su propia agencia de noticias lo que les ha permitido a sus miembros compartir por año un promedio de 36,000 noticias y aproximadamente 1,500 transmisiones en vivo de los eventos más relevantes del continente y del mundo. El contenido del servicio informativo se distribuye vía satélite de todas las cadenas que se encuentran conectadas.
Desde 2011, la Alianza Informativa Latinoamericana tiene acuerdos con la European News Exchange (ENEX), de Luxemburgo, la cual tiene alianzas en países como Australia, Nueva Zelanda, Japón, Irak, Pakistán, y países de Europa Oriental. La entidad genera alrededor de 38,000 noticias al año.
En 2011, el vicepresidente de Noticias de WAPA-TV, Enrique Cruz, anunció la integración del canal a la AIL.
En 2014, durante la Octava Asamblea General de la AIL, que tuvo lugar en San José capital de Costa Rica, el canal CBS de Estados Unidos, confirmó su vinculación como miembro de la AIL.
En 2016, en el marco de la Décima Asamblea General de la AIL, realizada en la ciudad de Santo Domingo en República Dominicana, el director Ejecutivo de la AIL, Juan Carlos Isaza, presentó a los nuevos canales de televisión que se integrarán a esta alianza, siendo estos el Canal 6, de El Salvador y Latina Televisión, de Perú.
En 2018, se anunció la integración de los canales Telearuba de Aruba y TeleCuraçao de Curazao.
El 1 de enero de 2020, Telefe de Argentina dejó de ser parte de la Alianza Informativa Latinoamericana y en su lugar, se integró el grupo de medios Artear (Canal 13 y Todo Noticias).
El 19 de septiembre de 2020, se anunció la integración del canal Televisión Canaria de las Islas Canarias en España.

## Sede
La sede principal de la Alianza Informativa Latinoamericana está ubicada en la ciudad colombiana de Bogotá; donde se concentra su servicio de noticias en Caracol Televisión, televisora colombiana, donde se distribuyen los acontecimientos actuales ocurridos y de mayor impacto a todos los países miembros de la AIL.

## Canales de televisión miembros

### Canales de televisión miembros actuales
Actualmente la Alianza Informativa Latinoamericana está conformada por las siguientes estaciones comerciales universitarias, públicas y privadas de televisión, las que en su mayoría son líderes en sus mercados locales. Cuenta con 25 canales en 22 países de América Latina, España, Estados Unidos y el Caribe. 
| Canal de televisión | País de origen       | Miembro desde el año |
| ------------------- | -------------------- | -------------------- |
| TV Azteca           | México               | 2012                 |
| Artear              | Argentina            | 2022                 |
| TV Azteca Guate     | Guatemala            | 2012                 |
| Bandeirantes        | Brasil               | 2011                 |
| Canal 4             | Uruguay              | 2008                 |
| Canal 6             | El Salvador          | 2018                 |
| Canal 11            | Honduras             | 2014                 |
| Caracol Televisión  | Colombia             | 2007                 |
| CBS                 | Estados Unidos       | 2016                 |
| Ecuavisa            | Ecuador              | 2008                 |
| Grupo SIN           | República Dominicana | 2013                 |
| Latina Televisión   | Perú                 | 2018                 |
| Canal 13            | Chile                | 2023                 |
| Telearuba           | Aruba                | 2020                 |
| TeleCuraçao         | Curazao              | 2020                 |
| Telefuturo          | Paraguay             | 2014                 |
| Teletica            | Costa Rica           | 2010                 |
| Televisión Canaria  | España               | 2022                 |
| TV Azteca           | México               | 2010                 |
| TVN                 | Panamá               | 2010                 |
| Unitel              | Bolivia              | 2010                 |
| Venevisión          | Venezuela            | 2014                 |
| WAPA-TV             | Puerto Rico          | 2012                 |

### Miembros previos
| Canal de televisión | País de origen | Miembro hasta el año               |
| ------------------- | -------------- | ---------------------------------- |
| Canal Uno           | Ecuador        | (hasta 2007)                       |
| RCTV                | Venezuela      | (hasta 2014)                       |
| GenTV               | Estados Unidos | (hasta 2011)                       |
| ATV                 | Perú           | (hasta 2017)                       |
| Canal 10            | Nicaragua      | (hasta 2017)                       |
| Canal 12            | El Salvador    | (hasta 2017)                       |
| 15 ATV              | Aruba          | (hasta 2020)                       |
| Telefe              | Argentina      | (hasta el 31 de diciembre de 2021) |
| Mega                | Chile          | (hasta 2023)                       |